# Emmanuel de Grouchy
Emmanuel de Grouchy (ur. 23 października 1766 w Paryżu, zm. 29 marca 1847 w Saint-Étienne) – francuski generał, marszałek Francji i par Francji; ostatni z marszałków Napoleona Bonapartego.

## Początki kariery
31 marca 1780 wstąpił do szkoły artyleryjskiej w Strasburgu i służył w pułkach kawalerii, dragonów i huzarów. 7 września 1792 został generałem. Najczęściej obejmował dowództwa nad kawalerią. Uczestnik bitew okresu wojen napoloeńskich.

## Kampania 1815 r.
W 1815 został mianowany przez Napoleona Marszałkiem Francji, podczas przygotowywania nowej kampanii przez Cesarza. Dowodził prawym skrzydłem odbudowanej Wielkiej Armii. Po udziale w zwycięskiej dla Francuzów bitwie pod Ligny, powierzono mu cztery korpusy (2 jazdy i 2 piechoty) z zadaniem ścigania pobitych Prusaków. Dowodząc prawie 35-tysięczną armią skierował podległe oddziały w kierunku Brukseli, jednak zaniedbał wysyłania licznych patroli, przez co nie mógł wiedzieć, iż oddziały wroga zostały w ciągu nocy z 17/18 czerwca zreorganizowane i podążają do Waterloo, aby połączyć się z Anglikami Wellingtona. Dowódca wojsk pruskich, feldmarszałek Blücher, postanowił zmylić Grouchy’ego stawiając 20-tysięczny korpus pod gen. Thielmannem na wschód od toczącej się bitwy. Mimo iż marszałek słyszał odgłosy bitwy pod Waterloo, to pomimo nalegań swojego sztabu postanowił pokonać Thielmanna i wykonać dane mu rozkazy. Napisany ok. godziny 11 rozkaz Soulta przybycia ze swoją armią dostał po 17.30, co definitywnie przekreślało szanse realnej pomocy u boku Cesarza, więc postanowiono o walce z Thielmannem. W czasie bitwy korpusy generałów Gérarda i Vandamme’a rozbiły słabszych liczebnie Prusaków, którzy wiedząc o wygranej pod Waterloo rozpoczęli odwrót. Jednak wielki przebłysk talentu wojskowego Grouchy’ego miał dopiero nadejść. Gdy dotarła wiadomość o porażce pod Waterloo i panicznej ucieczce Francuzów, w sztabie zdecydowano o odwrocie do Francji. Grouchy, nie tylko odpowiednio rozplanował przemarsz 30-tysięcznej armii, ale pozostawił w Namur cały korpus Vandamme’a, dzięki czemu gdy Gérard i 2 korpusy jazdy przekraczały granicę, wrogie wojska uwikłane w starcia z lepiej dowodzonymi Francuzami traciły cenny czas, a także ponosiły olbrzymie straty w ludziach, które po stronie Vandamme’a były prawie niewidoczne. Gdy nocą dokonano odwrotu z Namur w kierunku Francji, okazało się, jaką przytomnością umysłu wykazał się Grouchy odprowadzając do swej ojczyzny pełny korpus.

## Dalsze losy
Po drugiej abdykacji Napoleona, udał się na emigrację do Stanów Zjednoczonych. W 1821 powrócił do Francji. Zmarł 29 marca 1847 w Saint-Étienne.

## Odznaczenia[1]
- Wielki Orzeł Legii Honorowej
- Kawaler Orderu Korony Żelaznej (Królestwo Włoch
- Krzyż Wielki Order Zasługi Wojskowej (Królestwo Bawarii)

## Publikacje
- Observations sur la relation de la campagne de 1815 publiée par le général Gourgaud. Philadelphia (1819).
- Memoires du maréchal de Grouchy. 5 tomów, Paris (1873–1875), wydane przez jego wnuka.

## Literatura
- Die Marschälle Napoleons I. von Désiré Lacroix, Übertragen von Oskar Marschall von Bieberstein; Verlag von Heinrich Schmidt & Carl Günther, 1898.
- Marschälle, Generale, Soldaten Napoleons I. von Carl Bleibtreu, 2. Auflage, Verlag Alfred Schall, Berlin, vor 1911.